# PSA International
PSA International, voorheen Port of Singapore Authority, is een havenbeheerder. PSA heeft een netwerk van havenprojecten verspreid over 26 landen wereldwijd. De thuishaven Singapore is veruit het meest belangrijk voor PSA, gevolgd door België.

## Activiteiten
PSA International beheert of heeft een groot aandelenbelang in zo’n 66 containerterminals in Azië, Europa en Latijns-Amerika. In 2021 werden 91,5 miljoen TEU’s overgeslagen bij de terminals van PSA, waarvan zo'n 37,2 miljoen in de thuisbasis van de haven van Singapore. PSA heeft hiermee een wereldwijd aandeel van 10% wat de overslag van containers betreft.
In Europa heeft PSA terminals in België, Italië, Portugal en Turkije. De terminal in Antwerpen is de grootste in Europa en verwerkte 11 miljoen TEU in 2019. Het bedrijf behaalde in 2021 een omzet van S$ 4,7 miljard en is zeer winstgevend met een nettowinstmarge van zo'n 30%. Het had in 2013 bijna 30.000 medewerkers.
Alle aandelen in het bedrijf zijn in handen van Temasek Holdings. Temasek is een wereldwijde belegger en is volledig in handen van de Singaporese staat.

### Haven van Antwerpen
In 2001 werd de fusie afgerond tussen twee Antwerpse havenbedrijven Noord Natie en Hessenatie. De nieuw combinatie ging verder onder de naam HNN. HNN had in dat jaar een marktaandeel van 83% in de containeroverslag en van 72% in het conventionele stukgoed. In 2002 nam PSA een aandelenbelang van 80% in HNN. De aandeelhouders van Noord Natie verkochten heel hun pakket. CMB, het moederbedrijf van Hessenatie, bleef een belang van 20% houden. PSA heeft ongeveer een half miljard euro neergeteld voor het meerderheidsbelang in HNN. In 2005 verkocht NMBS het belang van 33% in Schelde Container Terminal Noord, de exploitant van de Antwerpse Noordzee Terminal aan PSA HNN. In 2010 veranderde de naam van PSA HNN in PSA Antwerp. Het bedrijf heeft vier containerterminals, een algemene terminal en twee kleinere terminals voor staalproducten. Drie ervan voor de sluizen: Deurganckdok, Noordzeeterminal en Europaterminal en de anderen liggen achter de sluizen.
De havengebieden op de grond van de stad Antwerpen worden beheerd door het Gemeentelijk Havenbedrijf Antwerpen. CEO van het GHA is Jaques Vandermeiren. Verantwoordelijk schepen binnen het stadsbestuur is Marc Van Peel. In 2012 woedt de discussie binnen het havenbedrijf over het al dan niet kwijtschelden van een boete van in totaal 51 miljoen euro aan terminaluitbaters DP World en PSA International. Zij hebben in de afgelopen jaren minder vervoer gerealiseerd dan contractueel vastgelegd werd met het havenbedrijf. De stad Antwerpen investeert namelijk in de havenzone met publiek geld.

## Geschiedenis
Op 1 april 1964 werd Port of Singapore Authority (PSA) opgericht. Deze organisatie nam alle taken en verantwoordelijkheden over van de Singapore Harbour Board.
Twee jaar later viel het besluit een containerterminal aan te leggen. De Wereldbank was bereid een lening te vertrekken en op 23 juni 1972 werd de eerste kade van de Tanjong Page containerterminal in bedrijf gesteld. Korte tijd later arriveerde het eerste containerschip, de MV Nihon met 300 containers uit Rotterdam. In 1982 werden al 1 miljoen TEU overgeslagen in de haven van Singapore. In de jaren 80 werd een tweede terminal (Keppel) geopend en de derde terminal (Brani) volgde in de begin jaren 90. In 1990 werden 5,2 miljoen TEU's overgeslagen waarmee Singapore de grootste containerhaven ter wereld was. In 1996 werd de eerste internationale activiteit gestart, een project in Dalian in de Volksrepubliek China.
Op 1 oktober 1997 werd PSA gereorganiseerd. De commerciële activiteiten werden ondergebracht in een naamloze vennootschap, PSA Corporation Ltd, met Temasek Holdings als enige aandeelhouder. De overige wettelijke en toezichthoudende taken werden overgedragen aan de Maritime and Port Authority of Singapore. In 2002 kocht PSA een meerderheidsbelang in de Hesse-Noord Natie met containerterminals in Antwerpen en Zeebrugge. In december 2003 werd PSA International Pte Ltd opgericht als een holdingmaatschappij voor alle activiteiten en belangen binnen de PSA Group.

### Containeroverslag
In de grafiek hieronder staat de overslag van containers bij de PSA terminals. De aantallen betreffen duizend TEU per jaar. 